# Costin Lazăr
Costin Lazăr (ur. 24 kwietnia 1981 w Bukareszcie) – piłkarz rumuński grający na pozycji defensywnego pomocnika. Reprezentant Rumunii.

## Kariera klubowa
Lazăr pochodzi z Bukaresztu. Karierę piłkarską rozpoczął w tym mieście w klubie Sportul Studențesc Bukareszt. W 1999 roku awansował do kadry pierwszego zespołu Sportulu i wtedy też zadebiutował w nim w drugiej lidze rumuńskiej. W 2001 roku wywalczył ze Sportulem awans do pierwszej ligi, w której zadebiutował 3 sierpnia 2001 w meczu z Petrolulem Ploeszti (3:0). W 2003 roku spadł ze Sportulem do drugiej ligi, a w 2004 roku wywalczył z nim ponowny awans do ekstraklasy. W zespole Sportulu Studențesc grał do końca sezonu 2005/2006.
W 2006 roku Lazăr odszedł ze Sportulu Studențesc do Rapidu Bukareszt. W Rapidzie stał się podstawowym zawodnikiem, a w sezonie 2010/2011 pełni w nim funkcję kapitana. W 2007 roku zdobył z Rapidem Puchar Rumunii oraz Superpuchar Rumunii.
W 2011 roku Lazăr przeszedł do PAOK-u Saloniki. Następnie grał w Panetolikosie i Iraklisie. W 2016 trafił do FC Voluntari.
| Sezon   | Klub                         | Kraj    | Rozgrywki    | Mecze | Bramki |
| ------- | ---------------------------- | ------- | ------------ | ----- | ------ |
| 1999/00 | Sportul Studențesc Bukareszt | Rumunia | Divizia B    | 5     | 0      |
| 2000/01 | Sportul Studențesc Bukareszt | Rumunia | Divizia B    | 28    | 2      |
| 2001/02 | Sportul Studențesc Bukareszt | Rumunia | Divizia A    | 28    | 1      |
| 2002/03 | Sportul Studențesc Bukareszt | Rumunia | Divizia A    | 21    | 0      |
| 2003/04 | Sportul Studențesc Bukareszt | Rumunia | Divizia B    | 30    | 5      |
| 2004/05 | Sportul Studențesc Bukareszt | Rumunia | Divizia A    | 19    | 1      |
| 2005/06 | Sportul Studențesc Bukareszt | Rumunia | Divizia A    | 25    | 2      |
| 2006/07 | Sportul Studențesc Bukareszt | Rumunia | Liga II      | 1     | 0      |
| 2006/07 | Rapid Bukareszt              | Rumunia | Liga I       | 26    | 2      |
| 2007/08 | Rapid Bukareszt              | Rumunia | Liga I       | 24    | 4      |
| 2008/09 | Rapid Bukareszt              | Rumunia | Liga I       | 30    | 0      |
| 2009/10 | Rapid Bukareszt              | Rumunia | Liga I       | 31    | 2      |
| 2010/11 | Rapid Bukareszt              | Rumunia | Liga I       | 23    | 1      |
| 2011/12 | PAOK FC                      | Grecja  | Super League | 26    | 3      |
| 2012/13 | PAOK FC                      | Grecja  | Super League | 29    | 2      |
| 2013/14 | PAOK FC                      | Grecja  | Super League | 28    | 2      |
| 2014/15 | Panetolikos GFS              | Grecja  | Super League | 10    | 0      |
| 2015/16 | AÓ Iraklís                   | Grecja  | Super League | 6     | 0      |
| 2016/17 | FC Voluntari                 | Rumunia | Liga I       |       |        |

## Kariera reprezentacyjna
W reprezentacji Rumunii Lazăr zadebiutował 12 listopada 2005 roku w przegranym 1:2 towarzyskim meczu z Wybrzeżem Kości Słoniowej. W swojej karierze grał m.in. w eliminacjach do MŚ 2010.
| Mecze i gole w reprezentacji | Mecze i gole w reprezentacji | Mecze i gole w reprezentacji | Mecze i gole w reprezentacji | Mecze i gole w reprezentacji | Mecze i gole w reprezentacji | Mecze i gole w reprezentacji |
| #                            | Data                         | Stadion                      | Rywal                        | Wynik                        | Gol                          | Rozgrywki                    |
| 2005                         | 2005                         | 2005                         | 2005                         | 2005                         | 2005                         | 2005                         |
| ---------------------------- | ---------------------------- | ---------------------------- | ---------------------------- | ---------------------------- | ---------------------------- | ---------------------------- |
| 1.                           | 12.11.2005                   | Le Mans, Francja             | Wybrzeże Kości Słoniowej     | 1:2                          | 0                            | towarzyski                   |
| 2.                           | 16.11.2005                   | Bukareszt, Rumunia           | Nigeria                      | 3:0                          | 0                            | towarzyski                   |
| 2007                         |                              |                              |                              |                              |                              |                              |
| 3.                           | 22.08.2007                   | Bukareszt, Rumunia           | Turcja                       | 2:0                          | 0                            | towarzyski                   |
| 2008                         |                              |                              |                              |                              |                              |                              |
| 4.                           | 20.08.2008                   | Urziceni, Rumunia            | Łotwa                        | 1:0                          | 0                            | towarzyski                   |
| 5.                           | 06.09.2008                   | Kluż-Napoka, Rumunia         | Litwa                        | 0:3                          | 0                            | el. MŚ 2010                  |
| 6.                           | 10.09.2008                   | Thorshavn, Wyspy Owcze       | Wyspy Owcze                  | 1:0                          | 0                            | el. MŚ 2010                  |
| 7.                           | 19.11.2008                   | Bukareszt, Rumunia           | Gruzja                       | 2:1                          | 0                            | towarzyski                   |
| 2009                         |                              |                              |                              |                              |                              |                              |
| 8.                           | 06.06.2009                   | Mariampol, Litwa             | Litwa                        | 1:0                          | 0                            | el. MŚ 2010                  |
| 9.                           | 09.09.2009                   | Bukareszt, Rumunia           | Austria                      | 1:1                          | 0                            | el. MŚ 2010                  |